# École nationale des cadres ruraux
L'École nationale des cadres ruraux (ENCR) est une école d'ingénieurs en agronomie située à Bambey (Sénégal). Elle a été transformée en Institut supérieur de formation agricole et rurale ( ISFAR ) de l'Université de Thiès.

## Historique
Fondée au milieu des années 1960 au Sénégal,  et ouverte d'abord à Dakar (au Lycée Maurice Delafosse) puis installée à Bambey dans des bâtiments construits spécialement en 1965, elle a dès le départ pour vocation de former en quatre années des ingénieurs des travaux agricoles, des eaux et forêts, vétérinaires... Elle est accessible sur concours aux Sénégalais ayant obtenu le BEPC et aux autres étudiants africains (Mauritanie, Niger, Mali, Tchad...). Cette école, soutenue par les aides bi et multilatérales, a été inaugurée en 1966 par Léopold Sédar Senghor, président de la République du Sénégal.  L’administration et les professeurs sont essentiellement fournis alors par le Ministère de la Coopération français. Sa proximité géographique avec le  Centre national recherche agronomique de Bambey ou CRA (Recherches portant sur l’adaptation au sol et au climat de du Sahel) constitue un atout majeur.

## Réforme de 1991
Près de trente années après son installation, les statuts et les buts de l’ENCR sont réformés par décret en 1991. L’École Nationale des Cadres Ruraux de Bambey (E.N.C.R.) a désormais pour vocation de former des "ingénieurs des travaux" dans les départements de la production végétale, animale ou forestière ; dans le conseil pour la formation au développement.
La formation, d’une durée de trois ans  est toujours sanctionnée par un diplôme d’ingénieur des travaux. L’admission, par voie de concours en septembre, est ouverte aux candidats sénégalais des deux sexes âgés de 30 ans au plus au 1er janvier de l’année du concours, titulaires de tout baccalauréat mais pratiquement seuls les bacheliers scientifiques et techniques réussissent. L’école accueille aussi des candidats étrangers dont la candidature est introduite par leur gouvernement respectif.

## De l'ENCR à l'ISFAR
L'ENCR est devenue l' Institut supérieur de formation agricole et rurale, inclus dans l'université de Thiès. (Voir la page consacrée à l'ISFAR )